# Kráľová pri Senci
Kráľová pri Senci es un municipio del distrito de Senec en la región de Bratislava, Eslovaquia, con una población estimada a final del año 2024 de 2308 habitantes.
Se encuentra ubicado al sureste de la región, en el valle del río Morava y cerca de la frontera con la región de región de Trnava y con Austria.

## Demografía
| Año        | 1994 | 2004    | 2014     | 2024     |
| ---------- | ---- | ------- | -------- | -------- |
| Población  | 1395 | 1426    | 1800     | 2308     |
| Diferencia |      | +2,22 % | +26,22 % | +28,22 % |

| Año        | 2023 | 2024    |
| ---------- | ---- | ------- |
| Población  | 2321 | 2308    |
| Diferencia |      | −0,56 % |